# Osztrák-magyar–szerb titkos egyezmény

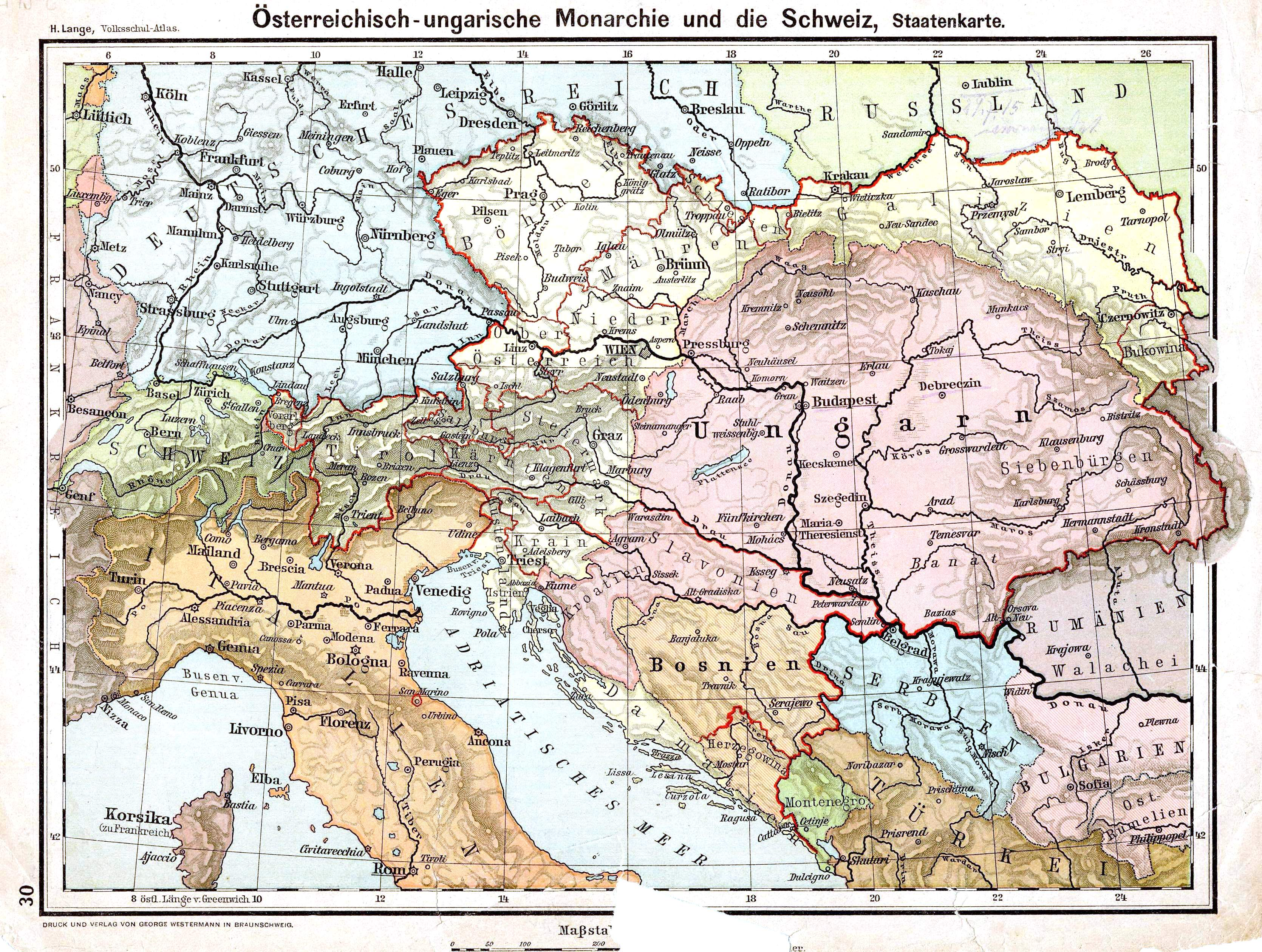
Ausztria-Magyarország és Szerbia 1899 körül

Osztrák-magyar–szerb titkos egyezmény vagy titkos konvenció (németül: Geheimvertrag zwischen Österreich-Ungarn und Serbien, illetve Geheime Konvention) névvel illetik annak az 1881-ben kötött kereskedelmi (május 6.) és szövetségi szerződésnek (június 28.) az együttesét, melyet Ausztria-Magyarország és Szerbia kötött egymással és több titkos záradékot is tartalmazott. A titkos szerződéssel Szerbia ténylegesen elismerte a Monarchia „hűbéruraságát” (szuzerenitását) maga felett.

## Előzménye
Szerbia a San Stefanó-i béke révén a Bolgár Fejedelemséget támogató orosz politikában csalódva Ausztria-Magyarország felé fordult és a kapcsolat javítása érdekében időlegesen lemondott igényéről Bosznia-Hercegovinára. Az 1881. április 21-én megkötött kereskedelmi egyezménnyel Szerbia gazdaságilag két évtizedre a Monarchia mellett kötelezte el magát. Szerbia exportjának 90%-a és importjának 70%-a a Monarchiával bonyolódott le.

## A szerződések
Az 1881. június 28-án megkötött titkos politikai szerződés Ausztria-Magyarország számára messzemenő előjogokat biztosított a szerb külpolitikába való beleszóláshoz. Ennek értelmében Szerbia nem köthetett szerződéseket más államokkal a Monarchia előzetes hozzájárulása nélkül. Szerbia kötelezte magát a Belgrádot Szófiával összekötő vasútvonal rá eső részének kiépítésére, valamint hogy részt vesz a Dunának a hajózás megkönnyítését szolgáló szabályozásában a Vaskapu-szorosban. Cserébe a Monarchia a nemzetközi politikai színtéren támogatta Szerbiát. Az osztrák-magyar diplomáciának volt köszönhető, hogy a nagyhatalmak 1882-ben királyságként ismerték el a szerb államot. Szerbia kötelezte magát, hogy legalább tíz évig nem áll elő területi követelésekkel Boszniát, Hercegovinát és a Novi Pazar-i szandzsákot illetően. Cserébe a Monarchia – amennyire ezt az érdekei engedték – szabad kezet adott Szerbiának a déli határainál az Oszmán Birodalommal valamint a fennhatósága alatti Makedóniával és Bulgáriával szemben.
Belpolitikailag Szerbia kötelezte magát arra, hogy nem engedélyezi a Monarchia elleni nagyszerb vagy pánszláv propaganda terjesztését a területén. A szerződés tartalmának kitudódása Szerbiában jelentős ellenállást eredményezett az oroszbarát körökben, ami a radikális néppárt megerősödését vonta magával és ez a párt az 1883-as választásokon a legerősebb politikai erővé vált az országban.

## Következményei
A katonai záradékokban foglaltak alapján döntött úgy I. Milán szerb király, hogy a területi igények Monarchia javára való felfüggesztéséért cserébe bolgár területekkel kompenzálja magát és 1885 novemberében ezért megtámadta Bulgáriát. Bécsi bankok biztosítottak Szerbia számára hadikölcsönöket és a Monarchia hadbalépéssel való fenyegetőzése Szófiában mentette meg Szerbiát az összeomlástól, miután az ellentámadásba lendülő bolgár csapatok már betörtek a területére. A két ország között az eredeti állapotok helyreállításával köttetett béke.
Az oroszok támogatta bolgár politikai erők által 1886-ban végrehajtott puccs és Milán szerb király elleni sikertelen merénylet után 1887-ben a titkos szerződést egy újabb ponttal egészítették ki, melynek értelmében Ausztria-Magyarország az Obrenović-dinasztia érdekeit is védelmébe veszi, belföldön és külföldön egyaránt. A titkos szerződésnek az 1903-as májusi puccs, és az oroszbarát Karađorđević I. Péter trónra lépése vetett véget. A szerződésben foglalt kötelezettségei ellenére a Monarchia nem lépett fel az Obrenović-dinasztia védelmében.

## Fordítás
- Ez a szócikk részben vagy egészben  a   Geheimvertrag zwischen Österreich-Ungarn und Serbien című német Wikipédia-szócikk ezen változatának fordításán alapul.  Az eredeti cikk szerkesztőit annak laptörténete sorolja fel. Ez a jelzés csupán a megfogalmazás eredetét és a szerzői jogokat jelzi, nem szolgál a cikkben szereplő információk forrásmegjelöléseként.